# روسيا والأمم المتحدة

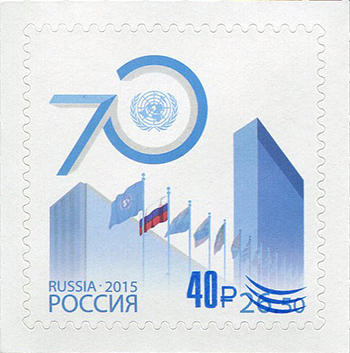
طابع روسي، 2018

حصلت روسيا الاتحادية على مقعدها من الاتحاد السوفيتي بما في ذلك عضويتها الدائمة في مجلس الأمن التابع للأمم المتحدة بعد تفكك الاتحاد السوفيتي عام 1991. دُعمت خلافة المقعد من قِبل الأعضاء السابقين في اتحاد الجمهوريات الاشتراكية السوفيتية ولم يعترض عليها أعضاء الأمم المتحدة. شكلت روسيا حوالي نصف اقتصاد الاتحاد السوفيتي ومعظم كتلة أراضيه، بالإضافة إلى هذا، بدأ تاريخ الاتحاد السوفيتي في روسيا، وبالتالي إن كان هناك خلفٌ للمقعد السوفيتي في مجلس الأمن بين الجمهوريات السوفيتية السابقة، فإن هذه العوامل جعلت من روسيا تبدو وكأنها اختيارٌ منطقيٌّ لهذا المقعد. ومع ذلك، وبسبب الصياغة غير المرنة لميثاق الأمم المتحدة وعدم النص على الخلافة، شكك بعض المحامين الدوليين في الشرعية للخلافة. 

## نبذة تاريخية
ينص الفصل الخامس من المادة 23 في ميثاق الأمم المتحدة، الذي اعتُمد عام 1945 على: «ينبغي أن يتألف مجلس الأمن من خمسة عشر عضوًا من الأمم المتحدة. تحظى بالعضوية الدائمة في مجلس الأمن جمهورية الصين، والجمهورية الفرنسية، واتحاد الجمهوريات الاشتراكية السوفيتية، والمملكة المتحدة لبريطانيا العظمى وأيرلندا الشمالية، والولايات المتحدة الأمريكية».

انهار الاتحاد السوفيتي في أواخر عام 1991. وقع أحد عشر من أصل اثني عشر عضوًا في رابطة الدول المستقلّة بيانًا في 21 ديسمبر 1991، متفقين على أنه «تُدعم روسيا بتولي عضوية الاتحاد السوفيتي في الأمم المتحدة من قِبل أعضاء الدول الرابطة، بما في ذلك العضوية الدائمة في مجلس الأمن». قبل يوم واحد من تنحي الرئيس السوفيتي ميخائيل غورباتشوف نقل السفير فورونتسوف إلى أمين عام الأمم المتحدة خافيير بيريز دي كوييار رسالة من رئيس روسيا بوريس يلتسن تنص على:
«سيتابع الاتحاد الروسي عضوية اتحاد الجمهوريات الاشتراكية السوفيتية في الأمم المتحدة وبما في ذلك مجلس الأمن وجميع الأجهزة والمنظمات التابعة للأمم المتحدة بدعم من بلدان الرابطة في الدول المستقلة. في هذا السياق، أطلب أن يكون اسم «الاتحاد الروسي» مُستخدمًا في الأمم المتحدة بدلًا من «اتحاد الجمهوريات الاشتراكية السوفيتية، يتحمل الاتحاد الروسي كامل مسؤولية حقوق والتزامات اتحاد الجمهوريات الاشتراكية السوفيتية بموجب ميثاق الأمم المتحدة، بما في ذلك الالتزامات المالية. أطلب أن تعتبروا هذه الرسالة كتأكيد لصلاحيات تمثيل الاتحاد الروسي لأجهزة الأمم المتحدة لجميع الأشخاص المعينين حاليًا بوثائق تفويض الممثلين للاتحاد السوفيتي في الأمم المتحدة.»
عمم الأمين العام الطلب بين الدول الأعضاء في الأمم المتحدة، وبسبب عدم وجود أي اعتراض أخذت روسيا الاتحادية مكان اتحاد الجمهوريات الاشتراكية السوفيتية، فقد أخذ بوريس يلتسن شخصيًا مقعد روسيا الاتحادية في 31 يناير 1992 في اجتماع مجلس الأمن. 

## الشرعِيّة
شُكك في شرعية الخلافة من قِبل المحامي الدولي يهودا زد بلوم، الذي ارتأى أنه «مع انهيار الاتحاد السوفيتي، كان يجب أن تُلغى عضويته تلقائيًا من الأمم المتحدة وكان يجب أن تُقبل عضوية روسيا بنفس الطريقة التي انضمت بها الجمهوريات المستقلة حديثًا (باستثناء بيلاروسيا وأوكرانيا)». إن رفع العضوية السوفيتية (عقب ذلك روسيا) في مجلس أمن الأمم المتحدة كان سيخلق أزمة دستورية للأمم المتحدة، ولعل هذا كان السبب لعدم اعتراض الأمين العام وأعضاء الأمم المتحدة. 
مجرد تغيير الاسم من اتحاد الجمهوريات الاشتراكية السوفيتية إلى روسيا الاتحادية ما كان سيمنع روسيا من أن تخلف الاتحاد السوفيتي. مثل ما غيرت زائير الاسم إلى جمهورية الكونغو الديمقراطية، واحتفظت بمقعدها في الأمم المتحدة. وبالمثل، ما كان سيمنع تغيير نظام الحكم في الاتحاد السوفيتي من الخلافة. مرت مصر والعديد من الدول الأخرى بمرحلة انتقالية من الملكية إلى الجمهورية من دون تعريض مركزها في المنظمات الدولية إلى الخطر. على أي حال ناقش بلوم أن الاختلاف الرئيسي بين هذه الحالات هو أن الاتحاد السوفيتي أُنهي ككيان قانوني. أعلنت الدول الـ 11 السابقة التي دعمت نقل المقعد إلى روسيا أنه «مع تشكيل رابطة الدول المستقلة، انتهى وجود اتحاد الجمهوريات الاشتراكية السوفيتية». إن القواعد المحددة بشكل سيئ لخلافة الدول جعلت من الوضع القانوني معتّمًا. 
استنتج البروفسور رين مولرسون أن الخلافة كانت شرعية، محددًا ثلاثة أسباب «أولًا، بعد الانهيار، بقيت روسيا واحدة من أكبر الدول في العالم جغرافيًا وديمغرافيًا. ثانيًا، روسيا السوفيتية بعد عام 1917 وخصوصًا الاتحاد السوفيتي بعد عام 1922  عومل على أنه استمرارية للدولة وكأنها موجودة تحت ظل الإمبراطورية الروسية. إن هذه هي الأسباب الموضوعية لإظهار أن روسيا هي الامتداد للاتحاد السوفيتي. السبب الثالث الذي يشكل العامل الذاتي هو سلوك الدول والاعتراف بالاستمرارية من قِبل الدول النامية».
لم تكن معاهدة فيينا بشأن خلافة الدول فيما يتعلق بالمعاهدات عاملًا في الخلافة لأنها لم تدخل حيز التنفيذ حتى عام 1996.

## التأثير على الأمم المتحدة
أدى الانتقال إلى زيادة المناقشات بشأن أهمية نظام مجلس الأمن 1945 الذي يهيمن عليه خمسة أعضاء دائمين في الحالة العالمية الراهنة. أشار الروس المغتربون إلى أن روسيا «تشكل فقط نصف حجم الاقتصاد السوفيتي سابقًا»، وبالتالي شهد الانتقال تغيرًا هامًا في الكيان الذي يشغل هذا المقعد الدائم. أشار محمد سيد أحمد إلى أن: «خضعت إحدى الدول التي تتمتع بصلاحية حق النقض في مجلس الأمن إلى تغير الهوية جوهريًا. عندما تحول الاتحاد السوفيتي إلى روسيا تغير وضعها من قوة عظمى مترأسة المعسكر الشيوعية إلى مجتمع يتطلع إلى أن يصبح جزءًا من العالم الرأسمالي. لم تعد عضوية روسيا في مجلس الأمن أمرًا مفروغًا منه. ولم يعد الصراع الإيديولوجي العالمي الذي سيطر على الساحة الدولية موجودًا، ويجب ترجمة الحقائق الواقعية إلى مجموعة مختلفة من المؤسسات العالمية». 
شهدت السنة التي تلت انهيار الاتحاد السوفيتي زيادة ملحوظة في عدد المقترحات المتعلقة بإصلاح مجلس الأمن. في 2005، اقترح تقرير كوفي أنان بقدر أكبر من الحرية وضع الصيغة النهائية من الترتيبات لزيادة عدد أكثر من المقاعد الدائمة بأقصى سرعة ممكنة. حصلت حملات إلغاء حق النقض على تأييد، على الرغم من أن إصدارها غير وارد الحصول في المستقبل القريب، بما أنها تتطلب موافقة الدول الخمسة دائمة العضوية. 
لمنتدى السياسات العالمية العديد من التصريحات التي أدلت بها الدول الخمسة دائمة العضوية في ملف يقدم حججًا على السبب الذي يدفعنا للحفاظ على النظام الحالي. على سبيل المثال، تشير روسيا إلى أهمية «قرارات متوازنة ومستدامة».
سابقة انسحاب المملكة المتحدة من الاتحاد الأوروبي 
يناقش البروفسور أندرو ماكليود في جامعة كينغ أن المثال الروسي يمكن أن يكون سابقة لبريطانيا في المرحلة التي تسبق انسحابها من الاتحاد الأوروبي. ويقول إنه يجب على اسكتلندا وأيرلندا الشمالية مغادرة الولايات المتحدة وحل أعمال الاتحاد، وبالتالي لن يكون هناك وجود للمملكة المتحدة من بريطانيا العظمى وأيرلندا الشمالية. ولهذا سيكون من الصعب تفسير السؤال الذي ينص على كيفية استطاعة انكلترا الادعاء على أنها الدولة المستمرة لعضوية الأمم المتحدة ومجلس الأمن. 